# Lobón
Lobón és un municipi de la província de Badajoz, a la comunitat autònoma d'Extremadura.

## Eleccions municipals del 2011
| Candidatura | Candidatura                      | Cap de llista                | Vots | Regidors | % vots |
| ----------- | -------------------------------- | ---------------------------- | ---- | -------- | ------ |
|             | Partit Popular                   | Juan Antonio Morales Álvarez | 1124 | 6        | 57,35  |
|             | Partit Socialista Obrer Espanyol | Nerea Cabañas González       | 812  | 5        | 41,43  |
|             | nul                              |                              | 28   |          | 1,41   |
|             | vot blanc                        |                              | 24   |          | 1,22   |
| Total       | Total                            | 1988                         | 1988 | 11       | 100    |